# Силиштеа Деалулуј (Прахова)
Силиштеа Деалулуј (рум. Siliștea Dealului) насеље је у Румунији у округу Прахова у општини Филипештиј де Падуре. Oпштина се налази на надморској висини од 331 m.

## Становништво
Према подацима из 2002. године у насељу је живело 68 становника, од којих су сви румунске националности.